# Parade des nommés aux Oscars 1932
Pour plus de détails, voir Fiche technique et Distribution.
Parade des nommés aux Oscars 1932 (Parade of the Award Nominees) est un court-métrage d'animation américain des studios Disney avec Mickey Mouse, sorti le 18 novembre 1932.
Il fut présenté lors du banquet des Oscars du cinéma 1932. Le film contient une série de caricatures d'acteurs nommés à la cérémonie et croqués par l'animateur Joe Grant.

## Synopsis
Sur un chemin de campagne près d'un château et d'un moulin, Mickey est le tambour-major d'une parade. Après avoir donné un coup de sifflet, il agite son bâton pour entamer la procession en musique. Minnie est porte-drapeau. Elle est suivie de trois cochons jouant de la trompette tels des hérauts, de cinq chiens portant tambours et grosse caisse, de deux ratons qui passent le balai et d'une tortue déroulant le tapis rouge. Clarabelle y dépose des fleurs, suivie à nouveau par les trois cochons.
Viennent ensuite les personnalités nommées dans les catégories « Meilleur acteur » et « Meilleure actrice », à savoir (par ordre d'apparition) :
- Wallace Beery (avec Jackie Cooper) pour Le Champion (The Champ)
- Lynn Fontanne et Alfred Lunt pour The Guardsman
- Helen Hayes pour La Faute de Madelon Claudet
- Fredric March pour Dr. Jekyll and Mr. Hyde, qui se métamorphose.
- Marie Dressler pour Emma, portant une valise de laquelle pend un corset et un réveille-matin.

Pluto ferme la marche, un drapeau portant la mention The End attaché à la queue.

## Fiche technique
- Titre original : Parade of the Award Nominees
- Titre français : Parade des nominés aux Oscars / Parade des nommés aux Oscars 1932
- Réalisation : Joe Grant
- Animation : Joe Grant
- Production : Walt Disney
- Société de production : Walt Disney Productions
- Société de distribution : Disney Enterprises
- Format : Couleur (Technicolor) - 1,37:1 - Son mono (RCA Photophone)
- Durée : 2 min 15
- Langue : (en)
- Pays :  États-Unis
- Dates de sortie : 18 novembre 1932[2]

## Commentaires
Parade des nommés aux Oscars 1932 est le premier film de Mickey Mouse en couleurs et le premier court métrage de Disney à utiliser le système RCA Photophone. La première Silly Symphony sera L'Atelier du Père Noël (10 décembre 1932) suivie par Building a Building dans la série Mickey Mouse (7 janvier 1933).
Ce film utilise les caricatures d'acteurs célèbres, principe qui sera réutilisé plusieurs fois, notamment dans L'Équipe de Polo (1936), Mother Goose Goes Hollywood (1938) et Chasseur d'autographes (1939). Le réalisateur et animateur Joe Grant avait été embauché spécialement à cet effet et a continué à travailler pour le département animation durant les 70 années suivantes.
Quelques caractéristiques particulières du film : 
- Mickey Mouse porte une culotte verte et pas encore sa traditionnelle culotte rouge.
- Le poil de Pluto est gris et non brun-jaune
- Le décor de fond tourne en boucle durant toute la durée du film

Spécialement réalisé pour la cérémonie des Oscars, il n'a pas été diffusé en dehors de cet événement. Toutefois, il a été réédité sur Laserdisc en 1993 et est désormais disponible en DVD dans la compilation Les Trésors de Walt Disney : Mickey Mouse, les années couleur - 1re partie.
La cérémonie a vu la victoire du Lièvre et la Tortue des studios Disney dans la catégorie Oscar du meilleur court-métrage d'animation.